# Kastanjekopchachalaca
De kastanjekopchachalaca (Ortalis ruficeps) is een vogel uit de familie sjakohoenders en hokko's (Cracidae). De wetenschappelijke naam van de soort is voor het eerst geldig gepubliceerd in 1830 door Wagler.

## Voorkomen
De soort komt voor in het midden-noorden van Brazilië.